# Янош Коллар
Янош Коллар (угор. János Kollár, нар. 7 липня 1956 Будапешт, Угорщина) — угорсько-американський математик, фахівець з алгебраїчної геометрії. Професор Принстонського університету.
Закінчив Будапештський університет (1980). Ступінь доктора філософії отримав в 1984 році в Брандейському університеті під керівництвом Терухіса Мацусака. В 1980—1881 рр. працював в Угорській АН. В 1984—87 рр. — молодший науковець Harvard Society of Fellows. В 1987—1999 роках в Університеті Юти: асоційований професор, з 1990 року професор, з 1994 року заслужений. З 1999 року — професор Принстонського університету, іменний ( Donner Professor of Science) з 2009 року.

## Нагороди та визнання
- 1988: Presidential Young Investigator Award[en]
- 1989: Премія Слоуна
- 1990: Запрошений доповідач на Міжнародному конгресі математиків (Flip and flop)
- 1992: Distinguished Research Award Університету Юти
- 1995: іноземний член Угорської академії наук
- 1996: пленарний доповідач Європейського математичного конгресу, в Будапешті (Low degree polynomial equations: arithmetic, geometry and topology)
- 2005: член Національної академії наук США
- 2006: Премія Коула з алгебри[5]
- 2012: Фелло Сімонса з математики
- 2013: Фелло Американського математичного товариства
- 2014: Пленарний доповідач на Міжнародному конгресі математиків у Сеулі (The structure of algebraic varieties)
- 2016: Премія Неммерса з математики[6]
- 2016: член Американської академії мистецтв і наук[6].
- 2017: Премія Шао (разом з Клер Вуазен)[7]

## Доробок
- Shafarevich Maps and Automorphic Forms. Princeton University Press, 1995.
- Rational Curves on Algebraic Varieties. Springer-Verlag 2001, Ergebnisse der Mathematik, ISBN 3-540-60168-6.
- mit Shigefumi Mori: Birational Geometry of Algebraic Varieties. Cambridge Tracts in Mathematics, Cambridge University Press, 1998, ISBN 0-521-63277-3 (japanisch bei Iwanami Shoten).
- Lectures on Resolution of Singularities. Princeton University Press 2007.